# Brenthis tigroides
Brenthis tigroides är en fjärilsart som beskrevs av Hans Fruhstorfer 1907. Brenthis tigroides ingår i släktet Brenthis och familjen praktfjärilar. Inga underarter finns listade i Catalogue of Life.